# Nemško-francoski odnosi
Odnosi med Nemčijo in Francijo so sestavni del širše politike Evrope, pri čemer sta obe državi ustanoviteljici in glavni vodilni državi članici Evropske unije in njena predhodnica Evropski skupnosti od njenega nastanka leta 1958 s podpisom Rimske pogodbe.
Splošni odnosi med državama od leta 1871 so po besedah Ulricha Krotza imeli tri velika obdobja: "dedno sovraštvo" (do leta 1945), "sprava" (1945–1963) in od leta 1963 "posebno razmerje" v sodelovanju, imenovanem francosko-nemško prijateljstvo. V okviru Evropske unije je sodelovanje med državama ogromno in intimno. Čeprav je bila Francija včasih evroskeptična, zlasti pod vodstvom predsednika Charlesom de Gaullom, so bili francosko-nemški sporazumi in sodelovanje vedno ključni za pospeševanje idealov evropskega povezovanja. 
Nemčija in Francija sta v zadnjem času med najbolj navdušenimi zagovorniki nadaljnjega povezovanja EU. Včasih ju opisujejo kot "dvojne motorje" ali "jedrne države", ki si prizadevata za poteze. Tramvaj, ki prečka francosko-nemško mejo, čez reko Ren od Strasbourga do Kehla, je bil slovesno odprt 28. aprila 2017, kar simbolizira moč odnosov med državama.